# Glasperlenspiel (duo)
Glasperlenspiel é um duo electropop alemão de Stockach. O duo consiste dos vocalistas Carolin Niemczyk e Daniel Gruenberg.

## História

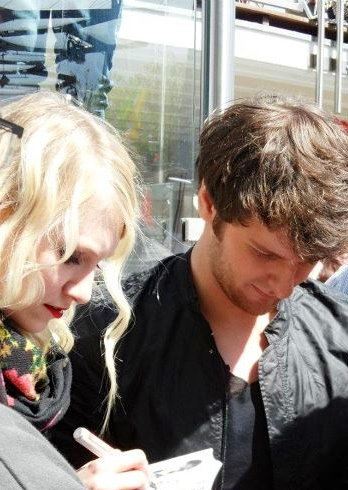
Glasperlenspiel em 2012.

Carolin Niemczyk e Daniel Grunenberg eram previamente membros da banda baseada em Stockach, Crazy Flowers. Os dois mais tarde formaram o duo Glasperlenspiel, e nomearam eles mesmos após o romance do mesmo nome. Eles primeiro vieram para atenção pública na Alemanha por competir no Bundesvision Song Contest 2011, representando Baden-Württemberg com a canção "Echt". Eles foram colocados em quarto e sua canção veio para tornar-se um hit do top dez na Alemanha. Seu álbum de estúdio de estreia Beweg dich mit mir foi lançado em setembro de 2011, e foi certificado ouro na Alemanha.
Em 2013, eles lançaram a canção "Nie vergessen" qual tornou-se seu segundo hit no top dez em seu país natal. Seu segundo álbum de estúdio Grenzenlos foi lançado em maio de 2013, e foi mais tarde lançado como Grenzenlos in diesem Moment. Em 2015, eles participaram no Bundesvision Song Contest 2015, representando Baden-Württemberg novamente com a canção "Geiles Leben". Eles foram colocados em sexto na final, e a canção para o pico em número dois na Alemanha e Áustria, e número um na Suíça. Seu terceiro álbum de estúdio Tag X foi mais tarde lançado em maio de 2015.

## Membros
- Carolin Niemczyk — nascida em 24 de julho de 1990 (34 anos), vocais
- Daniel Grunenberg — nascido em 8 de novembro de 1988 (36 anos), vocais, teclado

### Membros ao vivo
- Bene Neuner — bateria
- Markus Vieweg — baixo, teclado
- Nico Schliemann — guitarra, teclado

## Discografia

### Álbuns de estúdio
| Título                                   | Detalhes do álbum                                                                              | Posições nas paradas de pico | Posições nas paradas de pico | Posições nas paradas de pico | Certificações |
| Título                                   | Detalhes do álbum                                                                              | GER                          | AUT                          | SWI                          | Certificações |
| ---------------------------------------- | ---------------------------------------------------------------------------------------------- | ---------------------------- | ---------------------------- | ---------------------------- | ------------- |
| Beweg dich mit mir                       | - Lançado: 30 de setembro de 2011 - Gravadora: Polydor Records - Formato: CD, download digital | 15                           | —                            | —                            | - BVMI: Gold  |
| Grenzenlos / Grenzenlos in diesem Moment | - Lançado: 10 de maio de 2013 - Gravadora: Polydor Records - Formato: CD, download digital     | 8                            | —                            | 61                           | - BVMI: Gold  |
| Tag X                                    | - Lançado: 29 de maio de 2015 - Gravadora: Polydor Records - Formato: CD, download digital     | 14                           | 54                           | 49                           | - BVMI: Gold  |

### Singles
| Ano  | Título          | Posições nas paradas de pico | Posições nas paradas de pico | Posições nas paradas de pico | Álbum                       |
| Ano  | Título          | GER                          | AUT                          | SWI                          | Álbum                       |
| ---- | --------------- | ---------------------------- | ---------------------------- | ---------------------------- | --------------------------- |
| 2011 | "Echt"          | 9                            | 54                           | —                            | Beweg dich mit mir          |
| 2012 | "Ich bin ich"   | 32                           | —                            | —                            | Beweg dich mit mir          |
| 2012 | "Freundschaft"  | 17                           | 47                           | 66                           | Beweg dich mit mir          |
| 2013 | "Nie vergessen" | 9                            | 43                           | —                            | Grenzenlos                  |
| 2013 | "Grenzenlos"    | 90                           | —                            | —                            | Grenzenlos                  |
| 2014 | "Moment"        | 60                           | —                            | —                            | Grenzenlos in diesem Moment |
| 2015 | "Geiles Leben"  | 2                            | 2                            | 1                            | Tag X                       |